# 石井露月
石井 露月（いしい ろげつ、1873年（明治6年）5月17日） - 1928年（昭和3年）9月18日）は、日本の俳人。本名は祐治。

## 経歴・人物
秋田県河辺郡女米木（めめき）の農家石井常吉の二男として生まれる。幼時に祖父与惣右衛門から実語教を口伝で習って覚えた。祖父はまた発句もよくしたので、それも覚えた。少年時代はとにかく読書欲旺盛で、川向かいの村落に小舟で渡り本を借りてきて読んでいたという。高麓小学校では成績優秀で、文部省から賞品に論語の本を贈られるほどであった。また、12歳頃から既に盤虎・李花園・雲城・芥郎などと号して文筆に親しんでいた。
1888年（明治21年）秋田中学校に入学。中学時代は江帾澹園に漢詩漢籍を習い創作の添削指導も受けるなどしていたが、脚気を患い3年で退学。退学後は自宅で農業を手伝いながら療養に努めた。このころ、雨に濡れた若葉に月影が差すのを見て露月と号するようになった。中学時代の友人が上京進学した話などを聞くにつけ鬱々とした日々を過ごしていたが、1893年（明治26年）秋、ようやく健康を回復し、蔵書を友人たちに買い取ってもらい旅費と生活費を工面して、文学を志し上京した。しかし特に目指す師が定まっているわけでもなく、浅草三筋町の医院の薬局生となり、漢詩や随筆を書いていた。そのうち友人の勧めで坪内逍遙を訪ね文学修行の志を訴えたが、文学で身を立てるには天分と資本の両方が必要であることを説かれ、入門を断られた。露月には第2の条件である資本が決定的に欠けていた。
塞ぎ込む露月に心を痛めた友人の計らいで、次に正岡子規を訪ねることになった。面談の結果、子規とは相認め合うこととなり、新聞「小日本」、次いで新聞「日本」の記者となって子規に師事した。子規は露月に対し文章のみならず句作についても懇切丁寧に教え導き、露月は本格的に俳句を学ぶようになった。しかし折角これ以上はない師に巡り会ったところで再び脚気を発病し、上京からわずか1年後の1894年（明治27年）秋、帰郷療養せざるを得なくなった。
郷里での生活で露月は健康を回復するが、このころ文士から医業へと志を変えている。1895年（明治28年）、子規にこのことを打ち明けると、露月の才能を高く評価していただけに子規は呆然として、翻意を促すが徒労であった。露月は郷里で座学の勉強を行い、1896年（明治29年）医師前期試験に合格、新聞「日本」に在籍しながら済生学舎で実技の勉強を行い、1898年（明治31年）4月医師後期試験に合格する。受験勉強の間も句作には精励し、子規に見てもらっていた。子規は「漢語が多く雄壮警抜」な露月の句風を好んだようで、1897年（明治30年）の新聞「日本」に連載した俳句評論では、碧梧桐、虚子、鳴雪の次に露月を取り上げ、「碧、虚の外にありて、昨年の俳壇に異彩を放ちたる者を露月とす」と評している。
露月は医師後期試験後の1898年（明治31年）7月に帰郷し、一時秋田市内の新聞社に在籍して文を書きながら、県内俳壇の様子を子規に報告したりしていた。俳誌「ホトトギス」の全国的な拡張を目論んでいた子規は、遊軍となって協力することを露月に求めた。ちょうどその折り、1898年（明治31年）8月、既に同人・北斗吟社を設立して俳誌「北斗」を発行し秋田県内で活躍していた日本派の俳人佐々木北涯、島田五空らと知り合い、句会に出て互いに刺激を与え合った。
露月は医師としての臨床実習のため、1899年（明治32年）の5月から10月まで京都市・東山病院の医員を務める。実習が終わり秋田へ帰るまでの間、一時東京に寄るが、碧梧桐、虚子、鳴雪、鼠骨らの東京の俳友はこれを歓迎して、また、じきに郷里へ帰る露月との別れを惜しんで、句会はもとより、闇汁会、柚子味噌会などを催した。子規も病を押してこれらに参加している。
1899年（明治32年）暮れ、露月は帰郷し、自村・戸米川村（とめかわむら）と隣村・種平村の村医となった。村医としての露月は病人の求めに応じ昼夜を問わず精勤したが、そのかたわら句作にも精を出し、頻繁に子規に句を送っていた。また秋田県内の俳人とも交友を重ね、1900年（明治33年）、北涯、五空とともに新たな俳誌を刊行することになった。これを聞いた子規は欣喜し、誌名を「俳星」と名付けた。「俳星」の創刊号には、碧梧桐、虚子、鳴雪、紅緑らの日本派の俳友や、同時代に秋田県内で活躍した俳人安藤和風らが句を寄せている。
1901年（明治34年）露月は妻を娶り、医院も新築、生活の基盤は固まるが、このころ子規の病状はいよいよ革まり、翌1902年（明治35年）9月、不帰の人となる。露月は悲嘆にくれたが、一方でこのころから、貧困に疲弊した村の生活指導を行うようになる。1903年（明治36年）「女米鬼文庫（のちの露月文庫）」を創設、1906年（明治39年）村の青年会を組織して青年団長となり、1908年（明治41年）からは没するまで20年にわたり村会議員を務め、夜学会や農事品評会などを通じての村民の指導や村政の刷新に尽力した。
露月は「俳星」のほかにも「瓦川」「三峨」「雲蹤」などの刊行にかかわり、後進の指導も行うなど俳壇に大きな影響を残したが、1928年（昭和3年）9月18日、戸米川小学校で校長転任の送別会に出席し、送辞を述べている際に倒れ、自宅へ運ばれたが脳溢血で死去した。戒名は玄龍院超雲露月居士。

## 註釈
1. ↑  この志望変更について、露月は手記に自らの煩悶の深さは記しているが、原因について直截には記していない。露月研究者は、文学で身を立てることの困難を悟ったからであろうと述べている（『秋田の先覚 2』pp.157-158）。
2. ↑  その後「俳星」は一時休刊したこともあったが、長く東北地方における日本派俳句の拠点となり、後世まで引き継がれている（『秋田大百科事典』p.406）。
3. ↑  露月は終生子規を慕い続け、1916年（大正5年）には村の玉龍寺で子規忌を、1924年（大正13年）には自宅で子規の二十三回忌を営み、また1927年（昭和2年）に五空らと吉野巡りをした帰途には東京の子規庵を訪れ、懐かしさに滂沱と涙したという（『秋田の先覚 2』p.161、『秋田大百科事典』p.406）。

## 参照元
1. ↑  上田正昭、津田秀夫、永原慶二、藤井松一、藤原彰、『コンサイス日本人名辞典 第5版』、株式会社三省堂、2009年 92頁。
2. 1 2 3 4 5  『秋田の先覚 2』p.152
3. 1 2 3  『秋田人名大事典』p.43
4. 1 2 3 4 5  『秋高百年史』p.62
5. 1 2  『秋田の先覚 2』p.153
6. ↑  『秋田の先覚 2』pp.153-154
7. ↑  『秋田の先覚 2』p.154
8. ↑  『秋田の先覚 2』pp.154-155
9. 1 2  『秋田の先覚 2』p.155
10. ↑  『秋田の先覚 2』p.156
11. ↑  『秋田の先覚 2』pp.156-157
12. ↑  『秋田の先覚 2』p.157
13. ↑  『秋田の先覚 2』p.158
14. 1 2  『秋田の先覚 2』pp.158-159
15. ↑  『秋田大百科事典』p.78
16. 1 2  『秋田の先覚 2』p.160
17. 1 2 3  『秋田の先覚 2』p.165
18. ↑  『秋田の先覚 2』p.159
19. ↑  『秋田の先覚 2』pp.159-160
20. 1 2  『秋田の先覚 2』p.162
21. 1 2 3  『秋田の先覚 2』p.166
22. 1 2  『秋田の先覚 2』p.161
23. ↑  『秋田の先覚 2』pp.162-163
24. ↑  『秋田の先覚 2』pp.163-165
25. ↑  『秋田大百科事典』p.79
26. ↑  岩井寛『作家の臨終・墓碑事典』（東京堂出版、1997年）25頁